# Dong Qichang
Dong Qichang (董其昌; 1555–1636) was een Chinese landschapsschilder, kalligraaf, schrijver en literator uit de late Ming-periode. Als connaisseur en kunstcriticus had hij een belangrijke invloed op de Chinese kijk op de traditionele schilderkunst.

## Biografie
Dong Qichang werd in de buurt van het huidige Shanghai geboren in een arme literati-familie. Op 35-jarige leeftijd behaalde hij de hoogste graad binnen het examenstelsel, de jinshi-graad. Dit was het startpunt van een succesvolle ambtelijke loopbaan die hem grote welvaart zou brengen. Zijn vermogen gaf Dong artistieke vrijheid en stelde hem in staat een grote kunstverzameling te vergaren. Als leraar in de schilderkunst had hij enkele eminente leerlingen, waaronder Wang Shimin (ca. 1592–1680) en Wang Jian (ca. 1598–1677), twee van de Zes Meesters van de vroege Qing-periode.

## Werk
Dong Qichang was in zijn tijd een gerespecteerde schilder en kalligraaf. Hij bestudeerde de voorbeelden van oude meesters en probeerde de beste elementen in zijn eigen werk te gebruiken.

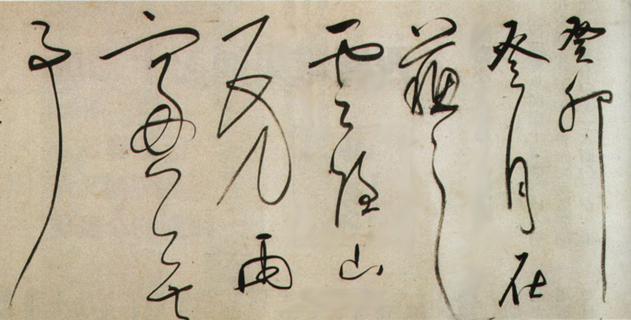
Kalligrafieën van Dong Qichang in cursief en semicursief schrift

### Kalligrafie
In zijn kalligrafieën volgde Dong het voorbeeld van erkende meesters als Zhao Mengfu (1254–1322) en Wen Zhengming (1470–1559). In navolging van deze twee kunstenaars werkte Dong nauwgezet en systematisch en trachtte hij bezieling in zijn karakters te leggen in plaats van nauwkeurige kopieën te maken. In zijn latere periode maakte Dong ook kalligrafieën in de stijl van meesters uit de Jin- en Tang-periodes.

### Schilderkunst
Dong was de belangrijkste vertegenwoordiger van de 'Negen Vrienden van de Schilderkunst' (畫中九友; pinyin: huà zhōng jiǔ yǒu), een canon van belangeloze kunstschilders uit de late Ming- en vroege Qing-periode. Hij schilderde voornamelijk shan shui-landschappen geïnspireerd door oude meesters. Twee schilders die een grote invloed hadden op Dongs stijl waren Dong Yuan en Juran uit de 10e eeuw, die zacht glooiende berglandschappen in de zuidelijke landschapsstijl maakten. Ook borduurde Dong voort op de schildersstijlen en -motieven van de Vier Meesters van de Yuan-dynastie: Huang Gongwang (1269–1354), Wu Zhen (1280–1354), Ni Zan (1301–1374) en Wang Meng (1308–1385). Deze schilders hadden een sterk persoonlijke stijl en waren innovators in de penseeltechniek.
Typisch voor Dongs werken zijn de grimmige vormen, abnormale perspectieven en een luchtige en ogenschijnlijk nonchalante penseelvoering. Dong vermeed alle vormen van basale schoonheid, maar schilderde in de subtiele elegantie die zo kenmerkend is voor de literati-schilderkunst.

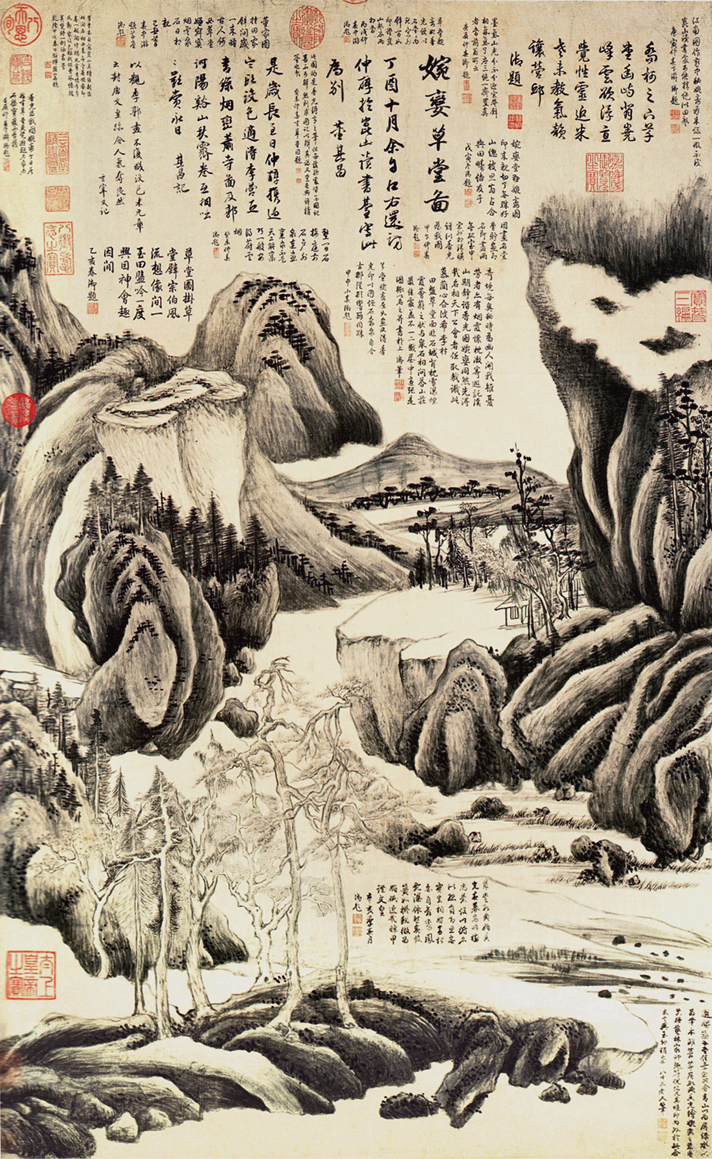
Rieten hal van Wanluan (1597), hangende rol met gewassen inkt en kleur op papier, privécollectie
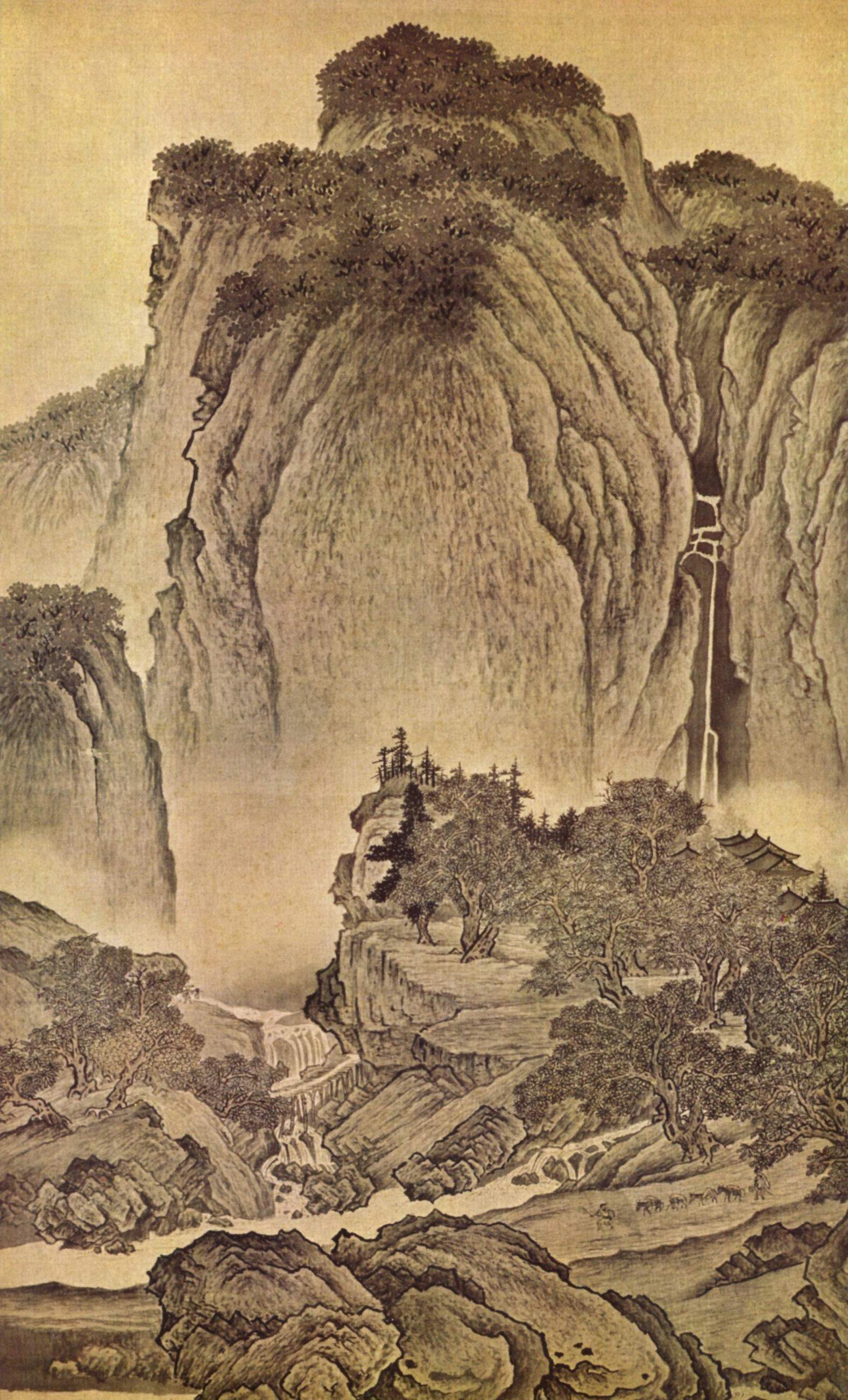
Reizen in de Bergen, landschap in de stijl van Fan Kuan (ca. 1600), hangende rol met gewassen inkt op zijde, collectie Paleismuseum in de Verboden Stad
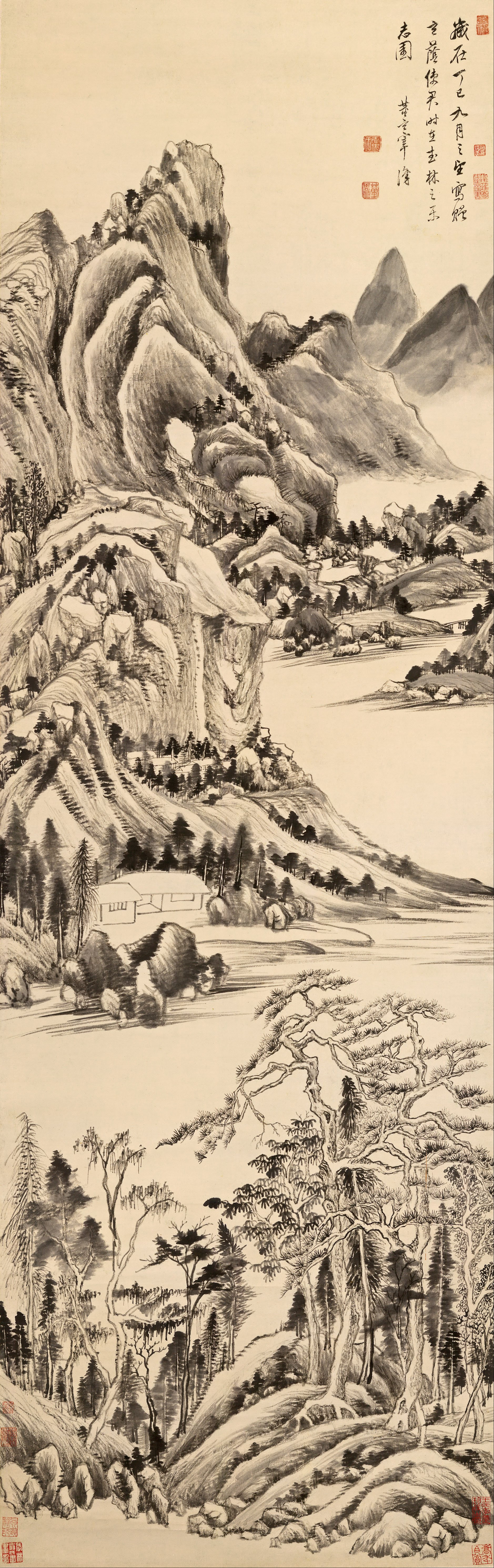
Berglandschap (1617), hangende rol met gewassen inkt op papier, collectie National Gallery of Victoria
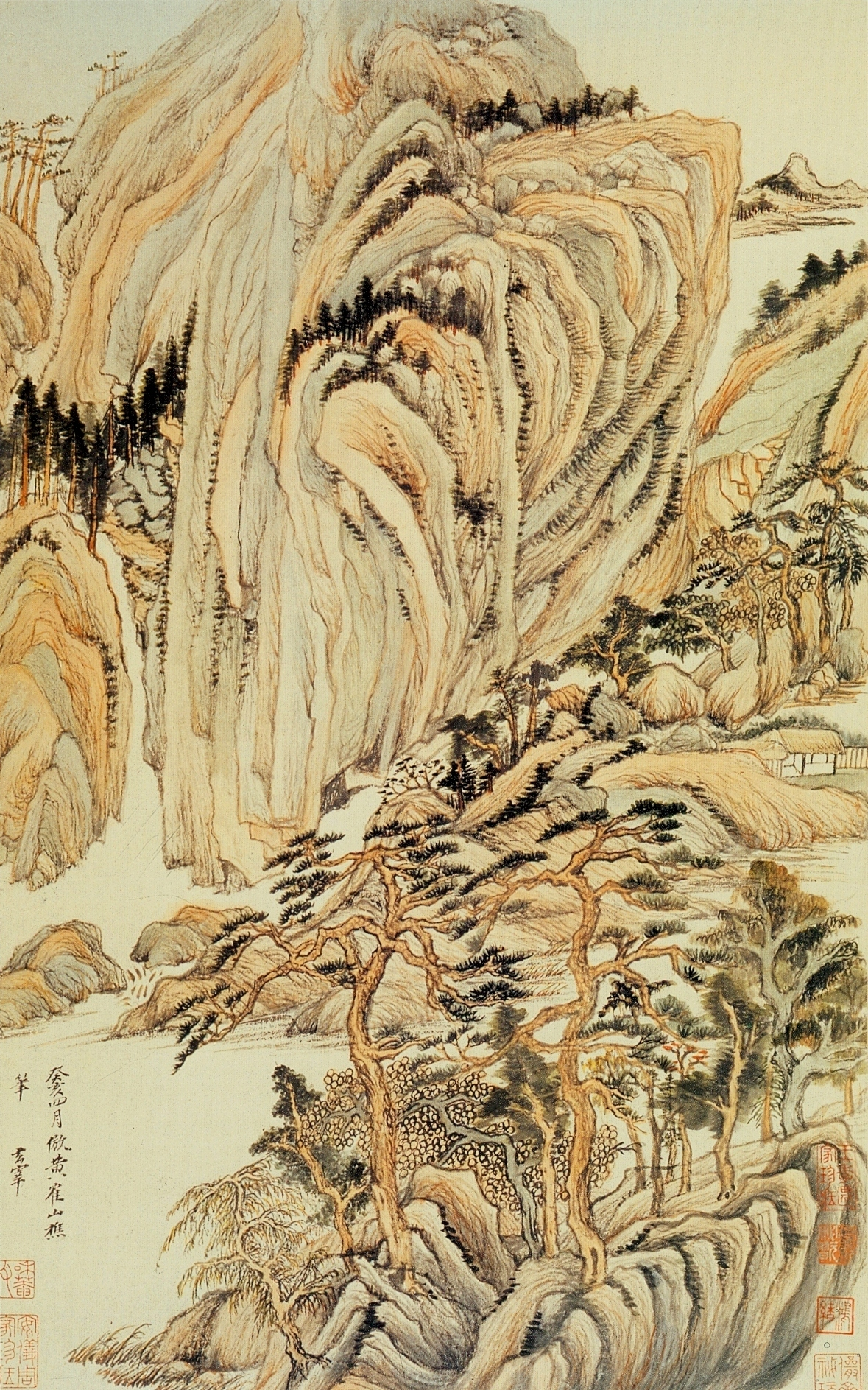
Landschap in de stijl van Wang Wei (tussen 1621 en 1624), albumblad met gewassen inkt en kleur op papier, collectie Nelson-Atkins Museum of Art

### Kunsttheorieën
In talrijke geschriften zette Dong zijn theorieën en kritieken over de Chinese kunst uiteen. Deze bracht hij aan op zijn schilderwerken of publiceerde hij in bloemlezingen. Bekende voorbeelden zijn Huayen (畫眼; 'Het oog van de schilderkunst'), Huazhi (畫旨; 'De betekenis van de schilderkunst') en Huachanshi Suibi (畫禪室隨; 'Aantekeningen uit de schilder- en meditatiestudio').
Dongs geschriften speelden een belangrijke rol in de geschiedschrijving van de kunst. Zo stelde hij de canon samen van de 'Vier Meesters van de Ming-dynastie' (明四家; Míng Sì Jiā). Dong is echter vooral bekend om zijn verdeling van de traditionele schilderkunst in twee hoofdstromingen: de perfectionistische Noordelijke School van de hofschilders en de expressieve Zuidelijke School van onafhankelijke, belangeloze literati, waarvan hijzelf naar eigen zeggen de belangrijkste vertegenwoordiger was.
Volgens Dong legden Li Sixun (653–718) en zijn zoon Li Zhaodao met hun gedetailleerde en uitbundig gekleurde blauwgroene landschappen de basis voor de Noordelijke School. Net als de twee Li's werkten andere hofschilders vaak in opdracht. Zij hielden zich aan strikte conventies, zoals technische perfectie, naturalisme en intensief kleurgebruik. Individuele expressie telde hierin steeds minder mee. De welvarende literati konden zich daarentegen een intuïtieve en innovatieve benadering veroorloven. Schilderen en kalligraferen was voor hen een vorm van ontspanning en een manier om zich te uiten. Volgens Dong begon deze trend, en daarmee de Zuidelijke School, met de expressieve monochrome landschapskunst van Wang Wei (699–759). De door Dong geschetste tegenstelling was feitelijk een karikatuur van een veel subtielere werkelijkheid, maar zijn ideeën sloegen wel aan en bleven tot ver in de Qing-dynastie gangbaar binnen de Chinese artistieke ideeënwereld.
In navolging van Wang was gewassen inkt op papier de favoriete uitdrukkingsvorm van de Zuidelijke School. Deze techniek bood namelijk veel expressieve vrijheid. Dong noemde de shan shui-landschapsstijl van de school de literati-schilderkunst (文人画; pinyin: wénrén huà). Deze bleef tot het einde van de Qing-dynastie de orthodoxe schilderstijl in China.
- Bibliothèque nationale de France: cb12405582w (data)
- CiNii: DA01554245
- Gemeinsame Normdatei: 11862458X
- International Standard Name Identifier: 0000 0000 8367 3278
- KulturNav: 757423fb-5d0f-4591-a873-8ff964d98c21
- Library of Congress Control Number: n80149803
- Bibliotheek van het Japanse parlement: 00317820
- National Gallery of Victoria: 7362
- Nationale bibliotheek van Australië: 36730992
- Nationale Bibliotheek van Israël: 987009449086605171
- Nederlandse Thesaurus van Auteursnamen: 169217450
- LIBRIS: 285868
- SNAC: w6521t8z
- Système universitaire de documentation: 162252862
- Trove: 1438842
- Union List of Artist Names: 500125621
- Virtual International Authority File: 27864416
- WorldCat: E39PBJktk6bfkFGvkrdTVP6Myd